# Bulimulus rugatinus
Bulimulus rugatinus е вид охлюв от семейство Orthalicidae.

## Разпространение
Този вид е разпространен в Еквадор (Галапагоски острови).